# Ратчет и Кланк
„Ратчет и Кланк“ (на английски: Ratchet & Clank) е американска компютърна анимация от 2016 г., продуциран от „Рейнмейкър Ентъртейнмънт“ и разпространяван от „Греймърси Пикчърс“, и е базиран на едноименната поредица видеоигри от „Инсомниак Геймс“. Филмът е режисиран от Кевин Мънро и Джерика Клиланд, а озвучаващия състав се състои от Пол Джамати, Джон Гудман, Бела Торн, Розарио Доусън и Силвестър Сталоун. Джеймс Арнолд Тейлър и Дейвид Кей повтарят ролите си като главни герои, заедно с Джим Уорд и Армин Шимерман.

## Сюжет
Историята на двама невероятни герои, възпиращи злия извънземен, наричан Председателя Дрек, да разруши всяка планета в галактиката Солана.
Когато двамата попадат на оръжие, което може наведнъж да взриви цяла планета, те се обединяват с колоритните герои от Галактическите рейнджъри, за да спасят галактиката. В своя път те откриват много неща за героизма, приятелството и за това колко е важно да откриеш самия себе си.

## Актьорски състав
| Актьор               | Роля                                               |
| -------------------- | -------------------------------------------------- |
| Джеймс Арнолд Тейлър | Ратчет                                             |
| Дейвид Кей           | Кланк                                              |
| Джим Уорд            | Капитан Коперник Кварк                             |
| Армин Шимерман       | Доктор Нефарио                                     |
| Пол Джамати          | Председател Алонзо Дрек                            |
| Джон Гудмън          | Гримрот „Грим“ Раз                                 |
| Бела Торн            | Кора Вералукс                                      |
| Розарио Доусън       | Еларис                                             |
| Силвестър Сталоун    | Лейтенант Виктор Фон Йон                           |
| Винсънт Тонг         | Бракс Лектрус Солана Трупър                        |
| Андрю Коундън        | Зед Бларг                                          |
| Дон Бригс            | Командир на звезден кораб                          |
| Иън Джеймс Корлет    | Бларг                                              |
| Брайън Добсън        | Далас Уонамейкър                                   |
| Браян Дръмънд        | Господин Зуркон Инспектобот Уорбот Водопроводчикът |
| Коул Хауърд          | Стенли                                             |
| Алесандро Джулиани   | Солана Тупър                                       |
| Ребека Шойчет        | майката на Стенли                                  |
| Табита Сен Жермен    | Хуанита Алваро                                     |
| Брад Суейл           | Оли                                                |
| Лий Токар            | Господин Микрон                                    |

## В България
В България филмът е пуснат по кината на същата дата от „А Плюс Филмс“.
През 2017 г. се излъчва и по „Кино Нова“.

### Синхронен дублаж
| Роля             | Изпълнител                                    |
| ---------------- | --------------------------------------------- |
| Ратчет           | Живко Джуранов                                |
| Кланк            | Росен Русев                                   |
| Капитан Кварк    | Стоян Цветков                                 |
| Председател Драк | Георги Стоянов                                |
| Гримрот Раз      | Веселин Калановски                            |
| Виктор фон Айон  | Георги Тодоров                                |
| Далас Уонамейкър | Георги Спасов                                 |
| Господин Микрон  | Здравко Димитров                              |
| Хуанита Алваро   | Светлана Смолева                              |
| Други гласове    | Анатолий Божинов Георги Иванов Петър Върбанов |